# Chinchilla
I cincillà o cincìglie (Chinchilla Bennett, 1829) sono un genere di roditori originari del Sud America; più precisamente vengono dalla zona delle Ande. Una volta venivano cacciati o allevati (hanno rischiato l'estinzione) per la loro pelliccia, mentre adesso sono diventati animali da compagnia, ma sono presenti in natura ancora dei nuclei familiari allo stato brado.
Il nome cincillà deriva dal francese chincilla, a sua volta dallo spagnolo chinchilla, diminutivo di chinche ossia "cimice", dovuto al suo odore.

## Descrizione
Il loro aspetto ricorda molto quello di un grosso scoiattolo (il peso oscilla fra i 300 e gli 800 grammi) con un'andatura simile a quella del coniglio. Presenta un pelo molto sottile e soffice che gli serve a mantenere costante la temperatura corporea, occhi tondi rossi o scuri o blu/viola e dei grandi padiglioni auricolari. Questi ultimi sono l'unico organo del cincillà che ha il compito di abbassare la temperatura corporea, sono ricchi infatti di capillari.

## Conservazione
Entrambe le specie sono minacciate dalla riduzione dell'habitat e dalla caccia da parte dell'uomo.
In base ai criteri della IUCN red list sia C. lanigera che la C.chinchilla sono classificate come specie in pericolo di estinzione. (EN)

## Allevamento
Allevato in origine per le pellicce, viene ora preferito dagli appassionati come animale domestico, spesso affettuoso e assolutamente inodore.

### Carattere
Il cincillà è generalmente un animale molto docile che non morde mai. Questo cambia comunque da esemplare ad esemplare. Si troverà dunque un cincillà che si fa coccolare e prendere in braccio senza alcun problema ma anche un esemplare che non ama essere toccato e maneggiato. Per questo è importante assecondare le sue preferenze, facendo a meno di costringerlo a determinati contatti quali carezze o a prenderlo in mano qualora questo gli desse fastidio, ogni cincillà ha un suo determinato modo di interagire con il suo padrone (persona che questo animale sa riconoscere) e il suo proprio carattere che deve essere rispettato.

### Alimentazione
L'alimentazione è una cosa su cui fare molta attenzione nel caso del Cincillà perché è molto delicato da questo punto di vista. Generalmente è costituita da fieno secco (è importante che non sia mai vecchio in modo da scongiurare la presenza di muffe) e mangime apposito, con aggiunta di mele, prezzemolo, broccoli, asparagi (in quantità massima giornaliera di 50 gr.), carciofi, catalogna, radicchio, finocchio, ananas (in piccole quantità sporadicamente) e frutti di bosco. Da evitarsi sono invece alimenti grassi, fritti, cereali, farinacei e le verdure troppo acquose come la lattuga. Come leccornie si possono dare uvetta e frutta secca ma entrambe un massimo di 1-2 volte settimanali e in quantità ridottissime a causa dell'alto contenuto zuccherino dell'uvetta e dell'alto contenuto di grassi nella frutta secca (da evitare la buccia delle mandorle). Ciò che non deve mai mancare a disposizione del Cincillà è il fieno e, cosa molto importante, l'acqua, che va cambiata una volta al giorno. Tutto comunque dipende da come è stato abituato da piccolo, è importante infatti fare molta attenzione ai cambiamenti di dieta perché l'animale potrebbe risentirne. Nel caso si dovesse introdurre un alimento diverso nella sua dieta, come taluni cibi freschi, bisogna avere l'accortezza di procedere molto gradualmente al fine di non scombussolare il fragile equilibrio dell'apparato digerente.

### Alloggio
Il cincillà ha bisogno di gabbie ampie e spaziose, sviluppate preferibilmente verso l'alto, come le voliere, e di fare molto movimento. Solitamente le misure consigliate per la gabbia sono 150 cm in altezza, 200 in lunghezza e 100 in profondità (misure pensate per una coppia di esemplari dello stesso sesso. Essendo animali gregari non devono mai rimanere soli ma, allo stesso tempo, è consigliabile ampliare le dimensioni della gabbia prima di adottare un terzo cincillà). Questo animale ama i posti alti per cui è preferibile mettergli una casetta o comunque un posto riparato nei piani più alti della gabbia. All'interno della gabbia possono essere messi giochi quali la ruota (molto consigliata per il movimento purché sia di almeno 30 cm di diametro e senza perno centrale, per permettergli di saltare liberamente), tubi e scale varie e qualche legnetto da rosicchiare. Necessita di uscire dalla gabbia almeno 2 ore al giorno in un luogo sicuro e sotto il nostro sguardo vigile (ama sgranocchiare tutto quello che trova: cavi, fogli, mobili, tappeti, muri ecc).

#### Pulizia
È necessario cambiare il fondo della gabbia di truciolato (apposito per il cincillà che non contiene alcuna polvere o profumo) e disinfettarla almeno una volta alla settimana ed è bene ripulire la gabbia dagli escrementi ogni giorno. Il Cincillà è solito a urinare solo in determinati punti della lettiera, qualora questo non accadesse sempre, sarebbe il caso di lavare e disinfettare la superficie interessata; facendo così l'animale perderà quest'abitudine.

### Igiene
Il Cincillà è un animale molto pulito e inodore che non necessita di alcuna pulizia da parte dell'allevatore, soprattutto è vietatissimo fargli il bagno perché il cincillà da bagnato potrebbe raffreddarsi o sviluppare delle muffe nel pelo bagnato. Necessita però ogni giorno di fare il cosiddetto "bagno di sabbia" (come i Gerbilli) che consiste nel rotolarsi in una sabbia apposita per lui, molto sottile che separa il pelo rendendolo più bello e pulito, eliminando il sebo in eccesso.

### Salute
Questo roditore è di per sé un animale abbastanza resistente. Necessita comunque di una visita veterinaria almeno una volta l'anno. Per salvaguardare la sua salute bisogna stare attenti ad alcuni fattori come l'alimentazione e la temperatura (che dopo i 26 °C potrebbe essere fatale causando un colpo di calore). È importante dunque mantenere la gabbia in un posto fresco e asciutto e mettere in atto dei rimedi contro il caldo come ripiani refrigerati e bottiglie ghiacciate che rinfrescano l'ambiente. Altri accorgimenti per assicurarsi la sua salute sono fargli fare regolarmente il bagno di sabbia, liberarlo spesso e dargli a disposizione nella gabbia una pietra apposita che gli permette di consumare i denti in continua crescita.

## Malattie
- Alopecia : perdita del pelo in più aree. Cause : carenze alimentari.
- Blocco intestinale : letargia, mancanza di appetito, feci irregolari e maleodoranti. Cause : dieta errata.
- Colpo di calore : salivazione abbondante, respirazione accelerata, depressione. Cause : temperatura superiore ai 26 °C o alta umidità.
- Congiuntivite : lacrimazione oculare, palpebre chiuse incollate dallo scolo. Cause : scarsa igiene, corpi estranei nell'occhio.
- Costipazione : produzione di escrementi troppo piccoli / secchi o assenza di defecazione. Cause : dieta troppo secca.
- Diarrea : produzione di escrementi troppo liquidi. Cause : dieta errata / troppo fresca.
- Fur chewing : autoconsumo del pelo. Cause : stress
- Malocclusione : eccessiva salivazione, difficoltà ad alimentarsi, perdita di peso. Cause : crescita errata dei denti
- Micosi : perdita del pelo, forfora. Cause : presenza di miceti
- Prolasso rettale : fuoriuscita di una parte del retto dall'ano. Cause : costipazione, diarrea, colpo di calore
- Rogna : pelle e pelo rovinati, croste, prurito. Cause : presenza di acari

## Mutazioni
I principali colori del mantello sono il classico, ossia il grigio, il Black Velvet (nero con pancia grigio bianca) e il Wilson White (bianco con occhi scuri). 
Altre mutazioni conosciute sono: 
- Ebony (nero)
- Mosaico (bianco pigmentato scuro con orecchie scure e occhi blu/viola)
- Omobeige e Eterobeige (beige con occhi rossi)
- Pastello (marrone uniforme e occhi rossi)
- Sapphire (color zaffiro)
- Pink (bianco con occhi rossi e orecchie chiare)
- Violet (tendente al violetto)
- Panda (colorazioni nette divise a metà dell'esemplare)

## Specie
- Chinchilla brevicaudata cincillà dalla coda corta
- Chinchilla lanigera cincillà a pelo lungo

I Chinchilla lanigera si distinguono in due sottospecie domestiche:
- Chinchilla La Plata, con una forma tondeggiante e un carattere affettuoso e mansueto
- Chinchilla Costina, con un muso più appuntito e un carattere più schivo

## Distribuzione

Gli areali delle due specie di questo genere occupano un'area che ricade nel territorio di quattro stati sudamericani: Perù, Bolivia, Cile e Argentina.